# Lusàcia

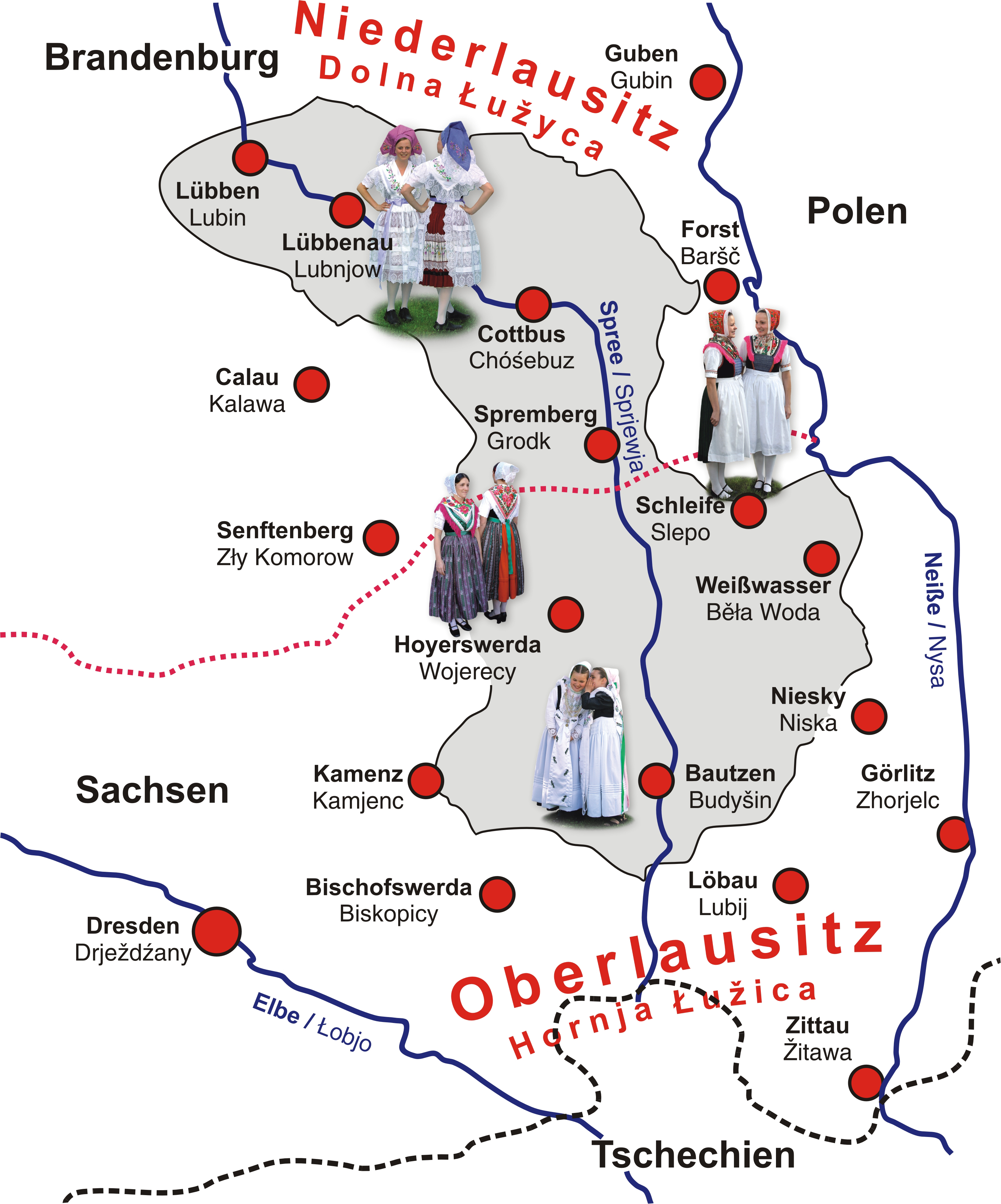
Lusàcia bilíngüe, on els sòrabs són més del 10% de la població

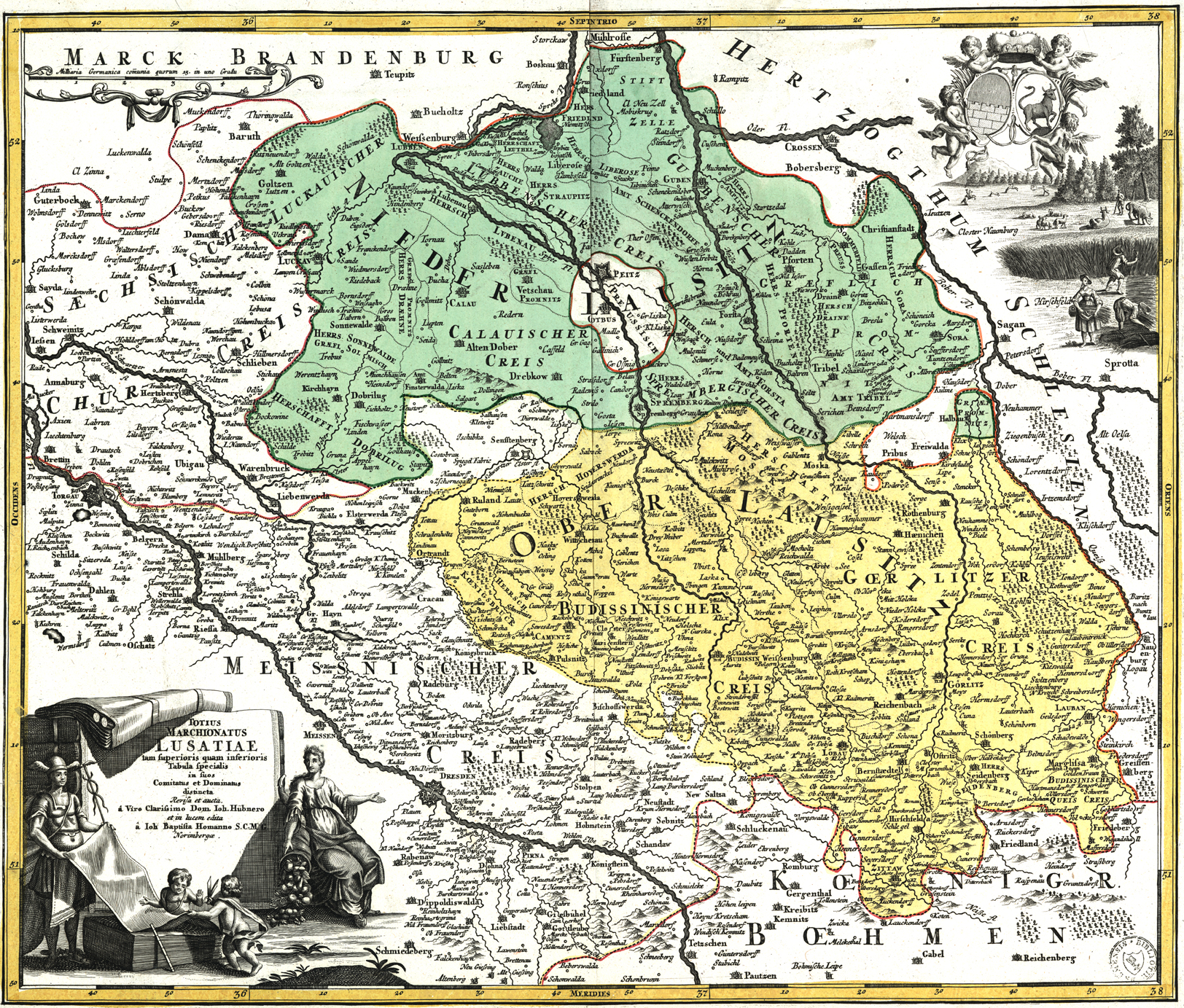
Mapa de Lusàcia

Lusàcia (alemany Lausitz, alt sòrab Łužica, baix sòrab Łužyca, polonès Łużyce, txec Lužice, a vegades nomenada Sòrbia, és una regió històrica entre els rius Bóbr-Kwisa i Elba al nord-oest d'Alemanya (estats de Saxònia i Brandenburg), el sud-est de Polònia (voivodats de Baixa Silèsia) i el nord de la República Txeca. Es divideix entre 
- Baixa Lusàcia: part septentrional amb la ciutat de Cottbus,
- Alta Lusàcia amb la ciutat de Bautzen.

## Territori
Dins la regió avui majoritàriament alemanya de la Lusàcia o Soràbia, que té aproximadament 12.878 km² i potser 1.600.000 habitants, hi ha uns 3.500 km² habitats per l'ètnia sòraba, en uns 449 pobles i llogarrets dels districtes de Calau/Cottbus, Forst, Guben, Hoyerswerda, Weißwasser, Bautzen, Kamenz i Niesky. Conformen les àrees al voltant de les ciutats de Bautzen, Hoyerswerda, Weißwasser, Spremberg i Cottbus. Segons el cens del 1981 hi vivien 489.000 persones a l'àrea sòraba, dels quals uns 54.000 eren immigrants establerts entre el 1971 i el 1981. Administrativament, el territori sòrab està dividit en dues zones:
- A l'Estat de Brandenburg, l'Alta Soràbia , dividida en els cercles de
  - Districte d'Oberspreewald-Lausitz, principalment als municipis de Lübbenau, Vetschau/Spreewald, Altßdöbern, Großräschen i Senftenberg. Té 1.217 km² i 145.000 habitants.
  - Districte de Spree-Neiße, amb 1.661,55 km² i 153.000 habitants, inclou la ciutat de Cottbus/Chosebus. Potser hi viuen uns 15.000 serbolusacians.
- A l'Estat de Saxònia, la baixa Soràbia , dividida en els cercles de:
  - Kreis de Kamenz/Kamjenc, amb 1.340 km² i 156.000 habitants.
  - Kreis de Bautzen/Budyšin, amb 955 km² i 157.000 h habitants.
  - Kreis de Niederschlesischer/Oberlausitz (abans Niesky/Niska), amb 1.340 km² i 106.000 habitants.

Les principals zones sòrabes són als voltants de les ciutats de Chósebuz/Cottbus (65.000 h), Budyšin/Bautzen (42.000 h), Wojerecy/Hoyerswerda (49.000 h) i Chitava/Zittau, així com els llogarrets de Sunow/Schonaw, Cemjericy/Temmeritz, Hrodzisco/Groditz, Budestecy/Poswitz, Slony Borsc/Selzenforst, Kukow/Kuckaw, Lohsa/Laz, Pancicy/Panschwitz, Tsupci/Straupitz, Kozly/Cosel, Bukezy/Hochkirch, Becicy/Pietschwitz i Dazin/Gross Dehsa.

## Situació política
No es pot parlar de l'existència de partits polítics sòrabs. Com a societats populars, destaca la Serbska Domowina (Pàtria Sòraba), creada el 1912, i la Fundació per a la Nació Serbolusaciana, grup nacionalista alternatiu creat el 1992 que intenta defensar el seu poble de les amenaces sorgides de l'explotació salvatge de les mines d'acer.
La desaparició com a estat de l'antiga República Democràtica Alemanya, que subvencionava gairebé tot el que es feia en sòrab, feia témer pel futur de la llengua. Tot i que el nou govern unificat alemany ha ratificat totes les disposicions legals que mantenia l'antiga RDA, el perill per al poble lusaci prové de la pèrdua de les comunitats i l'assimilació. Darrerament ha aparegut la Zalobka za Serbski Lud (Fundació per al Poble Sòrab) per fomentar la vida cultural i subvencionar-la; fundada el 1991 i reactivada el 1998. També destaquen la Macica Serbska, fundada el 1847 per promoure la vida acadèmica, i la Serbska Recna Komisija (Comissió de la Llengua Sèrbia), per tal d'estandarditzar la terminologia. També hi ha altres associacions culturals com la Serbske Młodźinske Towarstwo Pawk (Associació de la Joventut Sòraba Aranya), fundada el 1995 de caràcter cultural, Serbski Sokoł (Sokol Sòrab), per a les associacions esportives, fundada el 1920-1933 i reactivada el 1993, la Spěchowanski kruh za serbsku ludowu kulturu (Cercle de Suport a la Cultura Popular Sòraba), fundada el 1991, la Towarstwo Cyrila a Metoda (Germandat de Cirili i Metodi), fundada el 1862 com a cercle catòlic i la Zwjazk serbskich wuměłcow (Unió d'Artistes sòrabs).

## Fills il·lustres
- Miroslav Barvík (1919-1998), compositor i crític musical.

## Història

### Poblament eslau a Lusàcia
Els lusacis són un poble eslau, també anomenat wenden o vends. La seva manifestació cultural més antiga és la cultura de Przeworsk (s. II aC-s.V), situada a l'àrea de l'actual Cracòvia, i caracteritzada per l'enterrament en forats. Però els eslaus no arribaren al territori entre l'Elba, el Saale i l'Oder fins als voltants dels 600; cap al 631 són esmenats per primer a la Crònica de Fredegard.
Així els lucicki, com també eren anomenats, formaven part dels polabis de l'Elba, juntament amb els bodriči i els pomeranii, qui el 1044 s'unificaren i formaren un estat entre els rius Elba i Oder. D'ell se'n sap poc, i només ens han arribat els noms de tres reis, el príncep bodriči Gotshalk (1044-1066), el seu successor Krutoi (1066-1093) i el darrer, Henrikh (1093-1129), l'únic que va mantenir el títol de rei i que hagué de lluitar contra els danesos, saxons i alemanys.
Cap al segle ix s'establiren a l'actual Lusàcia, i l'Imperi Germànic hi va establir l'anomenat limes sorabicus entre els rius Saale, l'alt Havel i el Spree, les muntanyes Erzegbirge i l'actual vila de Frankfurt-an-der-Oder. Cap al 990 els milceni perden la independència i són cristianitzats pels alemanys.
Endemés, des del 929 els lusacis hauran de pagar un impost especial a l'emperador, i el 938 gran part del seu territori serà incorporat a l'Imperi, qui l'atribuirà al marcgraviat de Mísnia. Fins al segle X el sòrab era parlat entre els rius Bober i Queiss, a l'Est del Saale i a l'Oest entre l'Erz i les muntanyes de Lusàcia, arribant fins als voltants de les actuals ciutats de Frankfurt der Oder, Jüteborg i Köpenick. Entre el 1000-1100 foren obligats a conrear la terra en règim feudal, mentre el 1104 Wiprecht von Groitzsch inicià l'assentament francònic, que fou continuat entre el 1150 i el 1300 amb flamencs, turingis i saxons.

### L'Edat Mitjana
Tot el territori a l'Est de l'Elba formava part del Marcgraviat de Mísnia. Tots els primers marcgravis, des de Geró (955-965), Wigbert (965-978), Tietmar (978), Gunther (978-982), Rikdag (982-985) i Ekkard I (985-1002), patiren un procés d'espoliació de terres per part dels grans senyors alemanys. Foren foragitats de les ciutats que s'anaven fundant, molts foren cristianitzats a la força i acabaren la gran majoria com a serfs dels grans senyors imperials.
A la mort del darrer marcgravi de la línia fundada per Geró, Ekkard II (1002-1046), el territori restà en disputa. El 1018 el rei eslau Boleslaw I de Bohèmia intentà incorporar-la al seu reialme, però el 1031 l'emperador germànic la va recuperar. Finalment, el 1089 la marca lusaciana fou entregada en feu a Heinrich von Eilenburg el vell, cap de la família Wettin, menter que la casa de Saxònia rebia l'Alta Lusàcia. Els seus successors, Heinrich von Eilenburg el jove (1102-1123), Conrad von Wettin (1123-1131), Heinrich von Groltzch (1131-1136) i Conrad von Meissen (1136-?) van rebre endemés tota la Mísnia, i el seu comportament no va diferenciar-se gaire dels anteriors marcgravis de la línia de Geró.
Endemés, el 1147 el rei Valdemar de Dinamarca i el poderós duc de Saxònia i Baviera Enric el Lleó dirigiren una croada contra els lusacians, molts dels quals encara es mantenien pagans, alhora que s'iniciava la penetració de colons alemanys en el territori lusacià, cosa que els faria minvar en nombre per assimilació. Otto el ric (1156-1190), cap de la família Wettin i marcgravi de Mísnia, va cridar a la seva cort el bisbe Axel de Lund (1178-1201), i va dirigir noves croades contra els sòrabs pagans amb la finalitat de desposseir-los de llurs terres. Però el 1158 va haver de cedir Budyšin a Bohèmia. Bohèmia i Polònia detindran així l'expansió colonial alemanys fins ben entrat el segle xvi.
El marcgraviat entrà en crisi durant el curt regnat d'Albrecht l'altiu (1190-1195), i el seu successor Dieterich el valent (1195-1221), darrer Wettin de Mísnia, va repartir els seus dominis entre els seus fills a la seva mort. Alhora, el 1213 Bru de Meissen fundà la vila de Bautzen sobre el campament lusaci de Budyšin, ja fortificat des del 1004, mentre que el rei de Bohèmia hi funda Lobau el mateix 1213, i el 1255 fundarà Chitava/Zittau.
El 1253 Mísnia és atorgada a Otó III de Brandenburg, qui farà que una nova onada d'immigrants alemanys aconverteixin als sòrabs en serfs. Des d'aleshores, el component ètnic i lingüístic alemanys passarà a ser hegemònic demogràficament a la Lusàcia. Per altra banda, del 1293 datarà la promera prohibició oficial de parlar sòrab en públic a Bernburg/S., Altenburg, Zwickau i Leipzig el 1327. El 1264 es fundarà el monestir de Marienstern a l'Alta Soràbia. Els sòrabs eren el 90% de la població entre el Saale i el Bober, mentre que els alemanys eren exclusivament les classes dirigents.
El 1329 l'Alta Soràbia serà cedida com a feu a la Casa de Luxemburg, qui dominava aleshores també Bohèmia. Com a resposta, el 1346 es formarà la Lliga de les Sis Ciutats, compsota per Bautzen, Görlitz, Lauban, Lobau i Kassenz, que mantenien una semi-independència. Cap al 1372 les dues Soràbies passaren a formar part del Regne de Bohèmia, dominat encara per la Casa de Luxemburg. Durant aquest temps milloraren algunes de les condicions socials dels eslaus sorabis. Cap al 1462 la vila germànica de Cottbus passarà a mans de l'elector de Brandenburg, mentrre que l'Alta Lusàcia serà ocupada durant els anys 1467 al 1490 pel rei d'Hongria Maties Corví